# Basel
Basel (/ˈbɑːzəl/, tiếng Đức: Basel /ˈbaːzəl/, tiếng Pháp: Bâle /bal/ hoặc /bɑl/, tiếng Ý: Basilea /bazi'lɛːa/, tiếng Romansh: Basilea /bazi'lɛːa/) là thành phố đông dân thứ ba của Thụy Sĩ (180.976 người năm 2022). Nếu tính cả vùng đại đô thị, thành phố có dân số 731.000 người (tính đến 2004), Basel là vùng đô thị lớn thứ ba của Thụy Sĩ.
Nằm ở phía tây bắc Thụy Sĩ trên dòng sông Rhine, Basel đóng vai trò là trung tâm công nghiệp dược và hóa chất của quốc gia. Thành phố này giáp ranh với Đức và Pháp. Vùng Basel, có tầm ảnh hưởng lan rộng tới cả Baden-Württemberg của Đức và Alsace của Pháp, phản ảnh những di tích của ba bang của nó trong cái tên Latin hiện đại là: "Regio TriRhena". Nơi đây cũng có trường đại học lâu đời nhất liên bang Thụy Sĩ, đại học Basel (1460).
Basel thường được biết trong tiếng Anh là "Basle", phát âm như trong tiếng Pháp.
Basel là thành phố nói chủ yếu tiếng Đức. Ngữ âm của địa phương tiếng Đức tại Thụy Sĩ được gọi là tiếng Đức Basel.

## Địa lý

### Khí hậu
Theo hệ phân loại Köppen, Basel có khí hậu đại dương (Cfb) với ảnh hưởng lục địa do vị trí tương đối sâu trong đất liền. Trung bình mỗi năm thành phố có 120,4 ngày mưa. Tháng ẩm ướt nhất là tháng 5 với lượng mưa trung bình là 99 mm (3,9 in). Tháng khô nhất trong năm là tháng 1 với lượng mưa trung bình là 45 mm (1,8 in) trong hơn 8 ngày.
| Dữ liệu khí hậu của Basel                | Dữ liệu khí hậu của Basel | Dữ liệu khí hậu của Basel | Dữ liệu khí hậu của Basel | Dữ liệu khí hậu của Basel | Dữ liệu khí hậu của Basel | Dữ liệu khí hậu của Basel | Dữ liệu khí hậu của Basel | Dữ liệu khí hậu của Basel | Dữ liệu khí hậu của Basel | Dữ liệu khí hậu của Basel | Dữ liệu khí hậu của Basel | Dữ liệu khí hậu của Basel | Dữ liệu khí hậu của Basel |
| Tháng                                    | 1                         | 2                         | 3                         | 4                         | 5                         | 6                         | 7                         | 8                         | 9                         | 10                        | 11                        | 12                        | Năm                       |
| ---------------------------------------- | ------------------------- | ------------------------- | ------------------------- | ------------------------- | ------------------------- | ------------------------- | ------------------------- | ------------------------- | ------------------------- | ------------------------- | ------------------------- | ------------------------- | ------------------------- |
| Cao kỉ lục °C (°F)                       | 19.0 (66.2)               | 22.0 (71.6)               | 25.2 (77.4)               | 30.5 (86.9)               | 33.5 (92.3)               | 38.4 (101.1)              | 39.0 (102.2)              | 38.7 (101.7)              | 35.0 (95.0)               | 29.6 (85.3)               | 21.9 (71.4)               | 20.6 (69.1)               | 39.0 (102.2)              |
| Trung bình ngày tối đa °C (°F)           | 4.5 (40.1)                | 6.4 (43.5)                | 11.2 (52.2)               | 15.2 (59.4)               | 19.6 (67.3)               | 22.9 (73.2)               | 25.3 (77.5)               | 24.7 (76.5)               | 20.3 (68.5)               | 15.2 (59.4)               | 8.7 (47.7)                | 5.2 (41.4)                | 14.9 (58.8)               |
| Trung bình ngày °C (°F)                  | 1.6 (34.9)                | 2.7 (36.9)                | 6.6 (43.9)                | 10.0 (50.0)               | 14.2 (57.6)               | 17.4 (63.3)               | 19.7 (67.5)               | 19.1 (66.4)               | 15.1 (59.2)               | 10.9 (51.6)               | 5.5 (41.9)                | 2.6 (36.7)                | 10.5 (50.9)               |
| Tối thiểu trung bình ngày °C (°F)        | −1.1 (30.0)               | −0.5 (31.1)               | 2.5 (36.5)                | 5.1 (41.2)                | 9.2 (48.6)                | 12.4 (54.3)               | 14.5 (58.1)               | 14.2 (57.6)               | 10.9 (51.6)               | 7.4 (45.3)                | 2.7 (36.9)                | 0.1 (32.2)                | 6.5 (43.7)                |
| Thấp kỉ lục °C (°F)                      | −24.2 (−11.6)             | −23.8 (−10.8)             | −14.8 (5.4)               | −6.3 (20.7)               | −2.7 (27.1)               | 1.1 (34.0)                | 5.1 (41.2)                | 3.6 (38.5)                | −1.3 (29.7)               | −5.5 (22.1)               | −11.0 (12.2)              | −20.9 (−5.6)              | −24.2 (−11.6)             |
| Lượng Giáng thủy trung bình mm (inches)  | 47 (1.9)                  | 45 (1.8)                  | 55 (2.2)                  | 64 (2.5)                  | 99 (3.9)                  | 86 (3.4)                  | 91 (3.6)                  | 80 (3.1)                  | 78 (3.1)                  | 73 (2.9)                  | 59 (2.3)                  | 66 (2.6)                  | 842 (33.1)                |
| Lượng tuyết rơi trung bình cm (inches)   | 8.9 (3.5)                 | 11.5 (4.5)                | 4.6 (1.8)                 | 0.7 (0.3)                 | 0.0 (0.0)                 | 0.0 (0.0)                 | 0.0 (0.0)                 | 0.0 (0.0)                 | 0.0 (0.0)                 | 0.1 (0.0)                 | 2.6 (1.0)                 | 8.5 (3.3)                 | 36.9 (14.5)               |
| Số ngày giáng thủy trung bình (≥ 1.0 mm) | 9.3                       | 8.4                       | 9.8                       | 10.2                      | 12.4                      | 10.9                      | 10.2                      | 9.9                       | 8.8                       | 10.1                      | 10.0                      | 10.4                      | 120.4                     |
| Số ngày tuyết rơi trung bình (≥ 1.0 cm)  | 3.0                       | 2.9                       | 1.3                       | 0.2                       | 0.0                       | 0.0                       | 0.0                       | 0.0                       | 0.0                       | 0.1                       | 1.0                       | 2.6                       | 11.1                      |
| Độ ẩm tương đối trung bình (%)           | 81                        | 76                        | 70                        | 68                        | 72                        | 71                        | 70                        | 72                        | 77                        | 81                        | 82                        | 82                        | 75                        |
| Số giờ nắng trung bình tháng             | 67                        | 80                        | 119                       | 149                       | 175                       | 196                       | 223                       | 206                       | 150                       | 104                       | 68                        | 52                        | 1.590                     |
| Phần trăm nắng có thể                    | 29                        | 32                        | 36                        | 40                        | 41                        | 45                        | 51                        | 53                        | 45                        | 36                        | 29                        | 25                        | 40                        |
| Nguồn 1: MeteoSwiss                      |                           |                           |                           |                           |                           |                           |                           |                           |                           |                           |                           |                           |                           |
| Nguồn 2: KNMI                            |                           |                           |                           |                           |                           |                           |                           |                           |                           |                           |                           |                           |                           |

## Thành phố kết nghĩa
Basel kết nghĩa với:
- Thượng Hải, Trung Quốc (từ năm 2007)
- Massachusetts, Hoa Kỳ (từ năm 2002)
- Miami Beach, Hoa Kỳ (từ năm 2011)